# Kleinlinden
Kleinlinden ist ein Stadtteil der mittelhessischen Universitätsstadt Gießen. Geografisch zählt die ehemalige Gemarkung des Orts zum Hüttenberger Land.

## Geographie
Kleinlinden liegt südwestlich der Gießener Kernstadt. Durch den Ort verläuft die Landesstraße 3475, im Norden und Osten führen die Bundesstraße 49 und die Bundesautobahn 485 an Kleinlinden vorbei.
Kleinlinden liegt an der Verbindungskurve der Dillstrecke zur Main-Weser-Bahn nahe dem Bahnhof Gießen-Bergwald.

## Geschichte

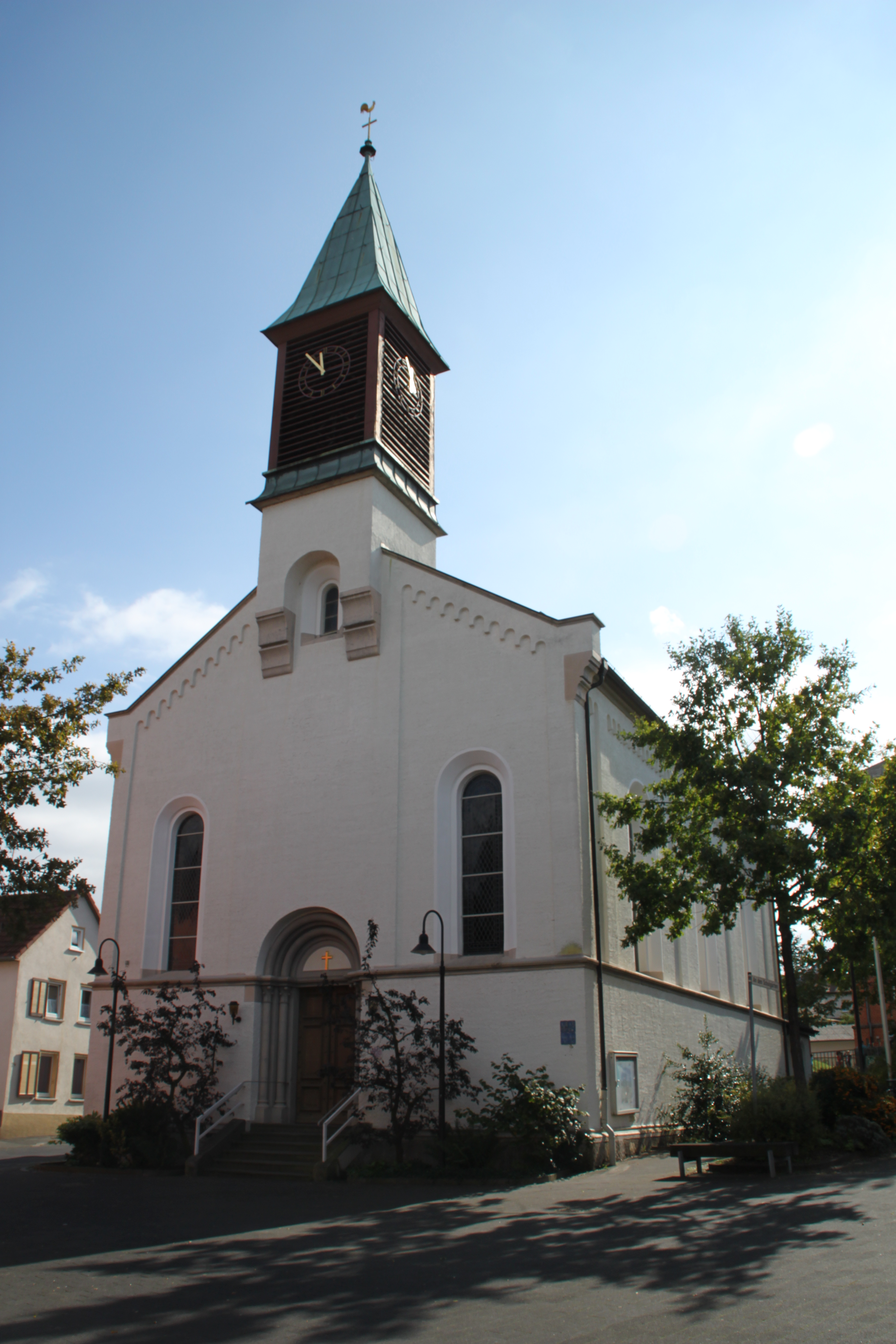
Ev. Kirche

### Ortsgeschichte
Die älteste bekannte schriftliche Erwähnung von Kleinlinden erfolgte unter dem Namen de Lindehe in einer Stiftsurkunde aus dem Jahre 1269. Besiedelt wurde das Dorf als Waldsiedlung zwischen dem 9. und 12. Jahrhundert. Um 1350 wurde eine Burg erbaut, im Jahr 1866 die Evangelische Kirche Kleinlinden fertiggestellt.
Die Statistisch-topographisch-historische Beschreibung des Großherzogthums Hessen berichtet 1830 über Kleinlinden:

„Kleinlinden (L. Bez. Giessen) evangel Filialdorf; liegt an der Chaussee von Giessen nach Frankfurt 1⁄2 St. von ersterem Orte entfernt; auch führt von hier eine Chaussee nach Wetzlar. Dieser Ort, gewöhnlich nur Linnes genannt, hat 1 Kirche, 1 Burg, 60 Häuser und 365 Einwohner, die alle evangelisch sind. Kleinlinden ist ohne Zweifel spätern Ursprungs. Im Jahr 1280 willigte Landgraf Heinrich I. ein in die Schenkung eines Guts an das Kloster Arnsburg.“

Nach dem Bombenangriff auf Gießen in der Nacht vom 6. zum 7. Dezember 1944 waren in Kleinlinden 108 Opfer zu beklagen.
Kleinlinden wurde 1939 nach Gießen eingemeindet, was mit einer kleinen Unterbrechung so bis heute fortbesteht. Vom 1. Januar 1977 bis 31. Juli 1979 war Gießen und damit auch der Stadtteil Kleinlinden Teil der kreisfreien Stadt Lahn. Nach Auflösung der Stadt Lahn wurde Kleinlinden wieder Stadtteil der Stadt Gießen. Die Stadt Gießen erlangte jedoch ihre Kreisfreiheit nicht mehr zurück und ist damit Teil des Landkreises Gießen. Für die Stadtteile Allendorf, Kleinlinden, Lützellinden, Rödgen und Wieseck wurden Ortsbezirke mit Ortsbeirat und Ortsvorsteher nach der Hessischen Gemeindeordnung gebildet.

### Verwaltungsgeschichte im Überblick
Die folgende Liste zeigt die Herrschaftsgebiete und Staaten, in denen Kleinlinden lag, sowie deren Verwaltungseinheiten, denen es unterstand:
- vor 1567: Heiliges Römisches Reich, Landgrafschaft Hessen, Amt Gießen
- ab 1567: Heiliges Römisches Reich, Landgrafschaft Hessen-Marburg, Amt Gießen[7]
- 1604–1648: Heiliges Römisches Reich, strittig zwischen Landgrafschaft Hessen-Darmstadt und Landgrafschaft Hessen-Kassel (Hessenkrieg)
- ab 1648: Heiliges Römisches Reich, Landgrafschaft Hessen-Darmstadt, Oberfürstentum Hessen, Oberamt Gießen (ab 1789), Gericht Heuchelheim
- ab 1806: Großherzogtum Hessen, Fürstentum Ober-Hessen, Stadtamt Gießen[8][9]
- ab 1815: Großherzogtum Hessen[Anm. 1], Provinz Oberhessen, Stadtamt Gießen[10]
- ab 1821: Großherzogtum Hessen, Provinz Oberhessen, Landratsbezirk Gießen[Anm. 2]
- ab 1832: Großherzogtum Hessen, Provinz Oberhessen, Kreis Gießen
- ab 1848: Großherzogtum Hessen, Regierungsbezirk Gießen
- ab 1852: Großherzogtum Hessen, Provinz Oberhessen, Kreis Gießen
- ab 1867: Norddeutscher Bund[Anm. 3], Großherzogtum Hessen, Provinz Oberhessen, Kreis Gießen
- ab 1871: Deutsches Reich, Großherzogtum Hessen, Provinz Oberhessen, Kreis Gießen
- ab 1918: Deutsches Reich, Volksstaat Hessen, Provinz Oberhessen, Kreis Gießen
- ab 1938: Deutsches Reich, Volksstaat Hessen, Landkreis Gießen[11][Anm. 4]
- ab 1939: Deutsches Reich, Volksstaat Hessen, Stadtkreis Gießen, Stadt Gießen
- ab 1945: Amerikanische Besatzungszone, Groß-Hessen, Regierungsbezirk Darmstadt, Stadt Gießen
- ab 1946: Amerikanische Besatzungszone, Hessen, Regierungsbezirk Darmstadt, Stadt Gießen
- ab 1949: Bundesrepublik Deutschland, Hessen, Regierungsbezirk Darmstadt, Stadt Gießen
- ab 1977: Bundesrepublik Deutschland, Land Hessen, Regierungsbezirk Darmstadt, Lahn-Dill-Kreis, Stadt Lahn[Anm. 5]
- ab 1979: Bundesrepublik Deutschland, Land Hessen, Regierungsbezirk Darmstadt, Landkreis Gießen, Stadt Gießen[Anm. 6]
- ab 1981: Bundesrepublik Deutschland, Land Hessen, Regierungsbezirk Gießen, Landkreis Gießen; Stadt Gießen

## Bevölkerung

### Einwohnerstruktur 2011
Nach den Erhebungen des Zensus 2011 lebten am Stichtag dem 9. Mai 2011 in Kleinlinden 4458 Einwohner. Darunter waren 249 (5,6 %) Ausländer. Nach dem Lebensalter waren 666 Einwohner unter 18 Jahren, 2067 zwischen 18 und 49, 873 zwischen 50 und 64 und 852 Einwohner waren älter. Die Einwohner lebten in 2172 Haushalten. Davon waren 792 Singlehaushalte, 600 Paare ohne Kinder und 462 Paare mit Kindern, sowie 171 Alleinerziehende und 247 Wohngemeinschaften. In 423 Haushalten lebten ausschließlich Senioren und in 1554 Haushaltungen lebten keine Senioren.

### Einwohnerentwicklung

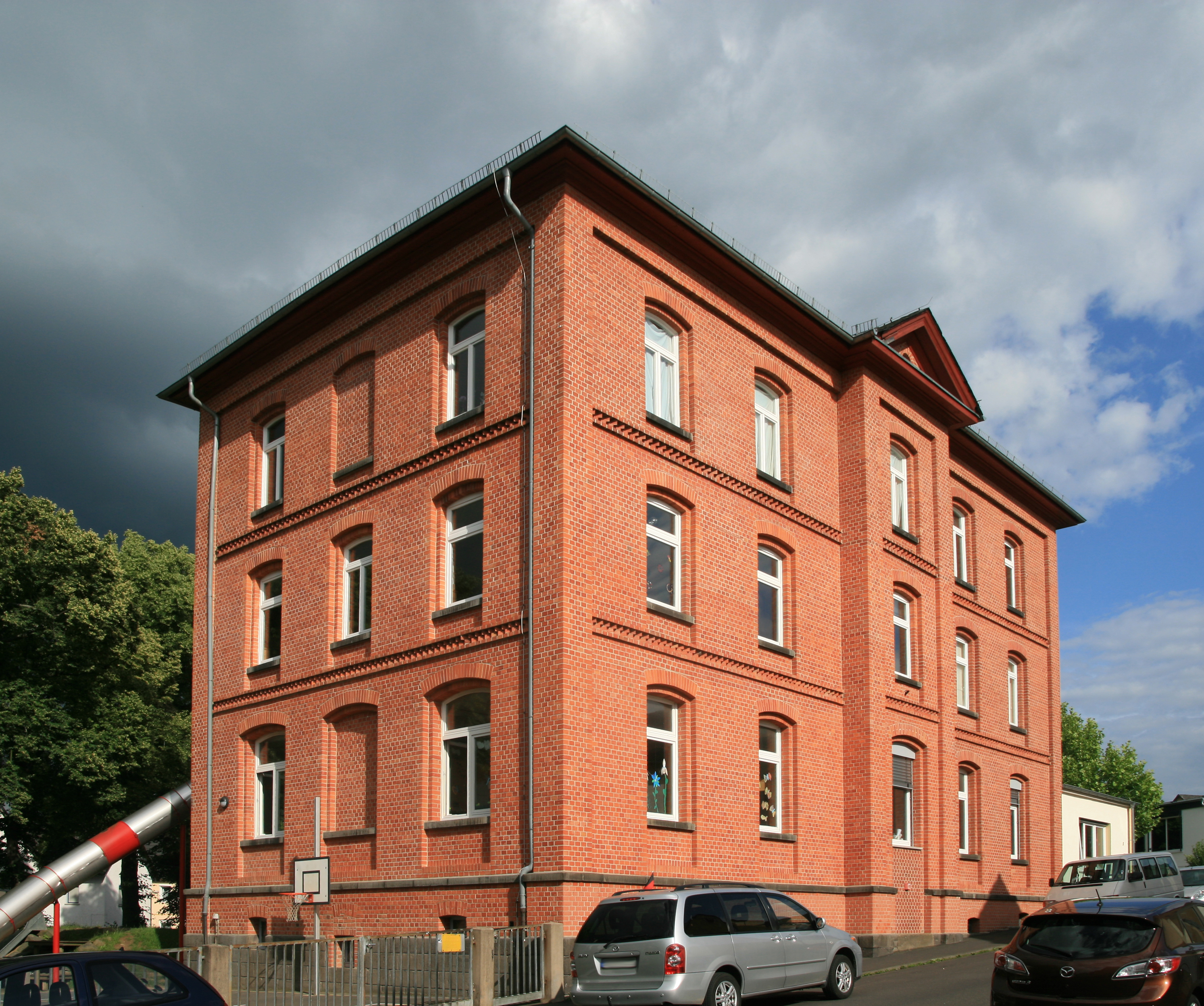
Evangelisches Kinder- und Familienzentrum Rote Schule in Kleinlinden

| • 1669: | 123 Seelen                                                                       |
| • 1742: | ein Geistlicher/Beamter, 55 Untertanen, 17 Junge Mannschaften, 3 Beisassen/Juden |
| • 1791: | 305 Einwohner                                                                    |
| • 1800: | 281 Einwohner                                                                    |
| • 1806: | 329 Einwohner, 59 Häuser                                                         |
| • 1829: | 365 Einwohner, 65 Häuser                                                         |
| • 1867: | 626 Einwohner, 88 Häuser                                                         |

| Kleinlinden: Einwohnerzahlen von 1791 bis 2019 | Kleinlinden: Einwohnerzahlen von 1791 bis 2019 | Kleinlinden: Einwohnerzahlen von 1791 bis 2019 | Kleinlinden: Einwohnerzahlen von 1791 bis 2019 | Kleinlinden: Einwohnerzahlen von 1791 bis 2019 |
| --- | ---------------------------------------------- | ---------------------------------------------- | ---------------------------------------------- | ---------------------------------------------- |
| Jahr |                                                |                                                |                                                | Einwohner                                      |
| 1791 | 1791                                           |                                                | 305                                            | 305                                            |
| 1800 | 1800                                           |                                                | 302                                            | 302                                            |
| 1806 | 1806                                           |                                                | 329                                            | 329                                            |
| 1829 | 1829                                           |                                                | 365                                            | 365                                            |
| 1834 | 1834                                           |                                                | 404                                            | 404                                            |
| 1840 | 1840                                           |                                                | 423                                            | 423                                            |
| 1846 | 1846                                           |                                                | 458                                            | 458                                            |
| 1852 | 1852                                           |                                                | 479                                            | 479                                            |
| 1858 | 1858                                           |                                                | 522                                            | 522                                            |
| 1864 | 1864                                           |                                                | 568                                            | 568                                            |
| 1871 | 1871                                           |                                                | 702                                            | 702                                            |
| 1875 | 1875                                           |                                                | 823                                            | 823                                            |
| 1885 | 1885                                           |                                                | 973                                            | 973                                            |
| 1895 | 1895                                           |                                                | 1.294                                          | 1.294                                          |
| 1905 | 1905                                           |                                                | 1.642                                          | 1.642                                          |
| 1910 | 1910                                           |                                                | 1.837                                          | 1.837                                          |
| 1925 | 1925                                           |                                                | 1.985                                          | 1.985                                          |
| 1946 | 1946                                           |                                                | ?                                              | ?                                              |
| 1956 | 1956                                           |                                                | ?                                              | ?                                              |
| 1980 | 1980                                           |                                                | ?                                              | ?                                              |
| 1990 | 1990                                           |                                                | ?                                              | ?                                              |
| 2002 | 2002                                           |                                                | 4.325                                          | 4.325                                          |
| 2009 | 2009                                           |                                                | 4.468                                          | 4.468                                          |
| 2011 | 2011                                           |                                                | 4.458                                          | 4.458                                          |
| 2017 | 2017                                           |                                                | 4.722                                          | 4.722                                          |
| 2019 | 2019                                           |                                                | 4.777                                          | 4.777                                          |
| Datenquelle: Historisches Gemeindeverzeichnis für Hessen: Die Bevölkerung der Gemeinden 1834 bis 1967. Wiesbaden: Hessisches Statistisches Landesamt, 1968. Weitere Quellen: LAGIS; Stadt Gießen; Zensus 2011 |                                                |                                                |                                                |                                                |

## Politik

### Ortsbeirat
Für Kleinlinden besteht ein Ortsbezirk (Gebiete der ehemaligen Gemeinde Kleinlinden) mit Ortsbeirat und Ortsvorsteher nach der Hessischen Gemeindeordnung.
Der Ortsbeirat besteht aus neun Mitgliedern.
Bei der Wahl des Ortsbeirats am 14. März 2021 ergab sich folgende Sitzverteilung.
| Ortsbeirat – Kommunalwahlen 2021 | Ortsbeirat – Kommunalwahlen 2021                                              |
| --- | ----------------------------------------------------------------------------- |
| Stimmverteilung in %Wahlbeteiligung: 59,0 % 403020100 33,3 (+10,1)24,6 (−3,6)21,9 (−3,4)13,2 (−10,1)7,1 (n. k.) GrüneFDPCDUSPDFW20162021 | SitzverteilungInsgesamt 9 Sitze - SPD: 1 - Grüne: 3 - FW: 1 - CDU: 2 - FDP: 2 |

### Ortsvorsteher
Ortsvorsteher des Gießener Stadtteils Kleinlinden ist Klaus-Dieter Greilich (FDP).

## Persönlichkeiten
- Wolfgang Greilich (* 1954), hessischer Politiker (FDP), Landtagsvizepräsident
- Ludwig Lenz (1764–1833), hessischer Landtagsabgeordneter und Schultheiß in Kleinlinden
- Wilhelm Lenz (1897–1969), hessischer Landtagsabgeordneter
- Hermann Stein (1919–1995), Politiker (FDP), Landtagsvizepräsident
- Peter Moraw (1935–2013), Historiker und Professor der Justus-Liebig-Universität Gießen, starb in Kleinlinden